# Pseudechinolaena
Pseudechinolaena là một chi thực vật có hoa trong họ Hòa thảo (Poaceae).

## Loài
Chi Pseudechinolaena gồm các loài: